# 宮城県災害拠点病院

宮城県の地域圏図

宮城県災害拠点病院（みやぎけんさいがいきょてんびょういん）は、宮城県にある災害時の救急医療の拠点となる災害拠点病院である。

## 概要
県内や近県で災害が発生し、通常の医療体制では被災者に対する適切な医療を確保することが困難な状況となった場合に、宮城県知事の要請により傷病者の受け入れや医療救護班の派遣等を行う。15病院が指定されており、国立病院機構仙台医療センターが全県の災害医療を統括する基幹災害拠点病院、その他病院が各医療圏に対応する地域災害拠点病院となっている。
宮城県の地域圏 ごとに最低1つの病院が指定されている。宮城県の2次医療圏 は各地域圏の領域と同一であり、仙台圏の2次医療圏は仙台市（旧仙台医療圏）、黒川郡（旧黒川医療圏）、塩竈市・多賀城市・宮城郡（旧塩釜医療圏）、名取市・岩沼市・名取郡・亘理郡（旧岩沼医療圏）を統合したものとなっている。各地域圏ごとの人口は宮城県#地域圏を参照。

### 拠点病院の条件
- 建物が耐震耐火構造であること。
- 資器材等の備蓄があること。
- 応急収容するために転用できる場所があること。
- 応急用資器材、自家発電機、応急テント等により自己完結できること。（外部からの補給が滞っても簡単には病院機能を喪失しないこと）
- 近接地にヘリポートが確保できること。

## DMAT
2012年10月1日時点で、災害派遣医療チーム（DMAT）は、災害拠点病院のうち10病院で編成されている。将来的には全ての災害拠点病院で編成する方針である。

## 病院一覧
| 基幹災害拠点病院 | 基幹災害拠点病院             | 基幹災害拠点病院                   | 基幹災害拠点病院                       | 基幹災害拠点病院 | 基幹災害拠点病院 |
| 2次医療圏 | 病院名                       | 住所                               | 位置                                   | DMAT             | 救命             |
| --- | ---------------------------- | ---------------------------------- | -------------------------------------- | ---------------- | ---------------- |
| 全県域 | 国立病院機構仙台医療センター | 仙台市宮城野区宮城野二丁目8番8号   | 北緯38度15分39.8秒 東経140度54分27.5秒 | 3チーム          | 救命/DH          |
| 地域災害拠点病院 |                              |                                    |                                        |                  |                  |
| 2次医療圏 | 病院名                       | 住所                               | 位置                                   | DMAT             | 救命             |
| 仙南 | 公立刈田綜合病院             | 白石市福岡蔵本字下原沖36番地       | 北緯38度0分42.6秒 東経140度36分35.4秒  | -                | -                |
| 仙南 | みやぎ県南中核病院           | 柴田郡大河原町字西38番地1          | 北緯38度3分42.1秒 東経140度44分5.6秒   | 2チーム          | 地域             |
| 仙台 | 東北大学病院                 | 仙台市青葉区星陵町1番1号           | 北緯38度16分18.5秒 東経140度51分40.8秒 | 3チーム          | 高度/DH          |
| 仙台 | 東北労災病院                 | 仙台市青葉区台原四丁目3番21号      | 北緯38度17分4.3秒 東経140度52分31.1秒  | 1チーム          | -                |
| 仙台 | 東北医科薬科大学病院         | 仙台市宮城野区福室一丁目12番1号    | 北緯38度16分9.5秒 東経140度58分0.5秒   | 1チーム          | -                |
| 仙台 | 仙台オープン病院             | 仙台市宮城野区鶴ヶ谷5丁目22-1      | 北緯38度17分40.1秒 東経140度55分1.6秒  | -                | -                |
| 仙台 | 仙台市立病院                 | 仙台市太白区あすと長町一丁目1番1号 | 北緯38度13分55秒 東経140度53分20秒     | 2チーム          | 救命             |
| 仙台 | 仙台赤十字病院               | 仙台市太白区八木山本町二丁目43-3   | 北緯38度14分13秒 東経140度50分20.8秒   | 2チーム          | -                |
| 仙台 | 坂総合病院                   | 塩竈市錦町16番5号                  | 北緯38度18分24秒 東経141度0分56秒      | 1チーム          | -                |
| 大崎 | 大崎市民病院                 | 大崎市古川穂波三丁目8番1号         | 北緯38度34分46秒 東経140度57分21.4秒   | 2チーム          | 救命             |
| 栗原 | 栗原市立栗原中央病院         | 栗原市築館宮野中央三丁目1番地1     | 北緯38度44分47.8秒 東経141度1分13.5秒  | -                | -                |
| 登米 | 登米市立登米市民病院         | 登米市迫町佐沼字下田中25番地       | 北緯38度41分14.1秒 東経141度11分32.5秒 | -                | -                |
| 石巻 | 石巻赤十字病院               | 石巻市蛇田字西道下71番地           | 北緯38度27分33秒 東経141度16分47秒     | 3チーム          | 救命             |
| 気仙沼 | 気仙沼市立病院               | 気仙沼市田中184番地                | 北緯38度53分40秒 東経141度33分51.4秒   | -                | -                |
| 2016年10月28日時点 （凡例） 高度：高度救命救急センター、救命：救命救急センター、地域：地域救命救急センター、DH：ドクターヘリ基地病院 |                              |                                    |                                        |                  |                  |